# Liste des résolutions du Conseil de sécurité des Nations unies sur Haïti
Cet article dresse une liste des résolutions du Conseil de sécurité des Nations unies concernant Haïti.

## Haïti
En forme longue la république d’Haïti, en créole haïtien Ayiti et Repiblik Dayiti
Haïti est un des membres fondateurs de l'organisation des Nations unies.
- Résolution 841 : Haïti (adoptée le 16 juin 1993).
- Résolution 861 : Haïti (adoptée le 27 août 1993).
- Résolution 862 : Haïti (adoptée le 31 août 1993).
- Résolution 867 : Haïti (adoptée le 23 septembre 1993).
- Résolution 873 : Haïti (adoptée le 13 octobre 1993).
- Résolution 875 : Haïti (adoptée le 16 octobre 1993).
- Résolution 905 : extension de la mission de l'ONU en Haïti.
- Résolution 917 : sanctions pour la restauration de la démocratie et au retour du Président légitimement élu en Haïti.
- Résolution 933 : question concernant Haïti (prorogation MINUHA).
- Résolution 940 : question concernant Haïti (autorisation force multinationale)
- Résolution 944 : question concernant Haïti (levée de sanctions)
- Résolution 948 : question concernant Haïti (retour du Président Aristide)
- Résolution 964 : question concernant Haïti (renforcement MINUHA)
- Résolution 975 : la question concernant Haïti (prorogation de la MINUHA jusqu’au 31 juillet 1995; déploiement de 6 000 soldats et 900 policiers).
- Résolution 1007 : la question concernant Haïti (prorogation de la MINUHA jusqu’en février 1996 au plus tard)
- Résolution 1048 : la situation en Haïti
- Résolution 1063 : la situation concernant Haïti
- Résolution 1085 : la question concernant Haïti
- Résolution 1086 : la situation concernant Haïti
- Résolution 1123 : question concernant Haïti
- Résolution 1141 : question concernant Haïti
- Résolution 1212 : la question concernant Haïti.
- Résolution 1277 : la situation concernant Haïti.
- Résolution 1529 : la question concernant Haïti.
- Résolution 1542 : la question concernant Haïti.
- Résolution 1576 : la question concernant Haïti.
- Résolution 1601 : la question concernant Haïti.
- Résolution 1608 : la question concernant Haïti.
- Résolution 1658 : la situation en Haïti.
- Résolution 1702 : la situation concernant Haïti.
- Résolution 1743 : la situation concernant Haïti.
- Résolution 1780 : la situation concernant Haïti.
- Résolution 1840 : la question concernant Haïti.
- Résolution 1892 : la question concernant Haïti.
- Résolution 1908 : la question concernant Haïti.
- Résolution 1944 : la question concernant Haïti (adoptée le 14 octobre 2010).
- Résolution 2012 : la question concernant Haïti (adoptée le 14 octobre 2011).
- Résolution 2070 : la situation en Haïti (adoptée le 12 octobre 2012 lors de la 6845e séance).
- Résolution 2119 : la situation en Haïti (adoptée le 10 octobre 2013 lors de la 7040e séance).
- Résolution 2180 : la situation en Haïti (adoptée le 14 octobre 2014 lors de la 7277e séance).
- Résolution 2243 : la situation en Haiti (adoptée le 14 octobre 2015).
- Résolution 2313 : la question concernant Haïti (adoptée le 13 octobre 2016).
- Résolution 2350 : la question concernant Haïti (adoptée le 13 avril 2017)
- Résolution 2410 : la question concernant Haïti (adoptée le 10 avril 2018)
- Résolution 2466 : la question concernant Haïti (adoptée le 12 avril 2019)
- Résolution 2476 : la question concernant Haïti (adoptée le 25 juin 2019)
- Résolution 2547 : la situation à Haïti (adoptée le 15 octobre 2020)
- Résolution 2600 : la question concernant Haïti (adoptée le 15 octobre 2021)
- Résolution 2645 : bureau intégré des Nations unies en Haïti (BINUH) (adoptée le 15 juillet 2022)
- Résolution 2653 : la question concernant Haïti (adoptée le 21 octobre 2022)
- Résolution 2692 : La question concernant Haïti (BINUH) (adoptée le 14 juillet 2023)
- Résolution 2699 : La question concernant Haïti (MSS) (adoptée le 2 octobre 2023)
- Résolution 2700 : La question concernant Haïti (Haïti sanctions) (adoptée le 19 octobre 2023)